# Schönburg (Saale)
Pour les articles homonymes, voir Schönburg (homonymie).
Schönburg est une commune allemande de l'arrondissement du Burgenland, Land de Saxe-Anhalt.

## Géographie
La commune comprend Possenhain.
|           | Goseck    | Weißenfels |
| Naumbourg | Schönburg |            |
|           | Wethau    | Teuchern   |

## Histoire
Le château-fort de Schönburg est mentionné pour la première fois en 1137. Le village se crée autour avec comme premiers habitants le personnel du château.

## Source, notes et références
- (de) Cet article est partiellement ou en totalité issu de l’article de Wikipédia en allemand intitulé « Schönburg (Saale) » (voir la liste des auteurs).